# François Doge
Pour les articles homonymes, voir Doge.
François Doge, né à Lausanne, est un cascadeur automobile et réalisateur d'action cinématographique.   
Il crée en 1979 sa société Cinecas GmbH à Munich et Lausanne. Il est pionnier des cascadeurs automobiles dans l'industrie cinématographique allemande. En 2000 la société est transférée à Berlin (Allemagne).   
En 40 ans, François Doge a participé à plus de 500 films cinématographiques, séries télévisées, publicités automobiles, en tant que cascadeur, régleur de cascades et réalisateur du département d'action (Action-Unit).    

## Biographie
De 1977 à 1979 François Doge réalise son rêve d'enfance en partant travailler chez Rémy Julienne à Paris. Il est engagé en tant que technicien cascades, cascadeur et par la suite responsable technique de l'équipe. 
Il veut créer sa propre entreprise de cascades automobiles et choisit de s'installer à Lausanne et en Allemagne, à Munich, où il est le pionnier pour la cascade automobile dans l'industrie cinématographique allemande. L'entreprise CINECAS est une société de cascade et d'assistance technique pour le cinéma. Cinecas (CINEma/CAScade) construit plusieurs véhicules spéciaux pour les Travelling. 
De 1979 à 1995 la demande est forte et Cinecas travaille dans le monde entier, de la Laponie au Chili. La société se développe et emploie jusqu’à 20 collaborateurs. De 1991 à ce jour, François Doge est chargé comme réalisateur de l'action de la 2nd équipe (Action-Unit) de la plupart des longs métrages allemands avec une Action Unit. 
De 1991 à ce jour Cinecas budgète et produit des scènes d’action sur commande d’autres productions internationales. En 1995 Cinecas vend le matériel de cascade à une grande entreprise de cascade berlinoise avec un accord de coopération. 
En 2000, Cinecas déménage à Berlin. François Doge agit en tant que producteur et directeur de production, pour des films tels que Goodbye, Lenin!, Irrlichter, Mondscheintarif, Der Ringfinger / L'Annulaire, Hinter Gittern. François Doge participe aux cascades de plusieurs grosses productions allemandes et internationales, telles que: Faraway, so close!, Hitman: Agent 47, Unknown (2011 film), Monuments Men, Renegades, Berlin Station, Kokowääh 2, Pandorum, Werk ohne Autor, The Matrix Resurrections pour en nommer qu'une sélection.

## La passion de l'action
François Doge est un as de la chorégraphie de cascade automobile. Il crée au moyens de formules physiques et mathématiques ses cascades avec une précision digne de l'industrie horlogère suisse. Sa sécurité et celle de son équipe étant prioritaires, François Doge ne laisse rien au hasard. En quarante ans de vie professionnelle il n'a jamais eu d'accident involontaire. 
Pour le film "Der Experte" François Doge réalise comme cascade un saut de 52 mètres avec une BMW. 
Sa spécialité est la précision, il est reconnu pour réaliser des cascades particulièrement esthétiques.  
François Doge est marié, père de deux filles, il vit avec sa famille entre Berlin et Lausanne.